# Humbert de Lyon
Humbert est un archevêque de Lyon ayant siégé de 1052 à 1056, ou 1060 puis de 1070 (?) à 1076.

## Humbert I et Humbert II
Les sources sont confuses quant au maintien de la charge à Humbert entre 1060 et 1070, mentionnant un obscur Geoffroy de Vergy en 1063. Elles mentionnent ensuite à nouveau Humbert, sans qu'il soit possible d'affirmer avec certitude qu'il s'agisse de la même personne. Certains historiens ont donc postulé l'existence d'un Humbert II.

## Histoire
Prévôt du chapitre cathédral de Lyon, il est désigné par Halinard pour lui succéder, et élu légitimement par le collège des chanoines. Sa charge de prévôt est l'une des plus importantes, et il devait être chargé des affaires temporelles. Cette dignité disparait avec son élection à l'archevêché.
L'obituaire de la cathédrale Saint-Jean mentionne le fait qu'il fait édifier le premier palais épiscopal, dont il subsiste encore deux tours.
Sur le plan politique, Humbert règle le différend qu'il y a avec les comtes du Forez, qui prétendent détenir des droits sur la ville de Lyon. Lors du plaid de Tassin en 1076, lui et Artaud II signent un accord reconnaissant les droits de l'archevêque sur la ville, et notamment celui de battre monnaie.